# 6 februarie
ianuarie • februarie • martie  • aprilie  • mai  • iunie  • iulie  • august  • septembrie  • octombrie  • noiembrie  • decembrie
6 februarie este a 37-a zi a calendarului gregorian. Mai sunt 328 de zile până la sfârșitul anului (329 de zile în anii bisecți).

## Evenimente

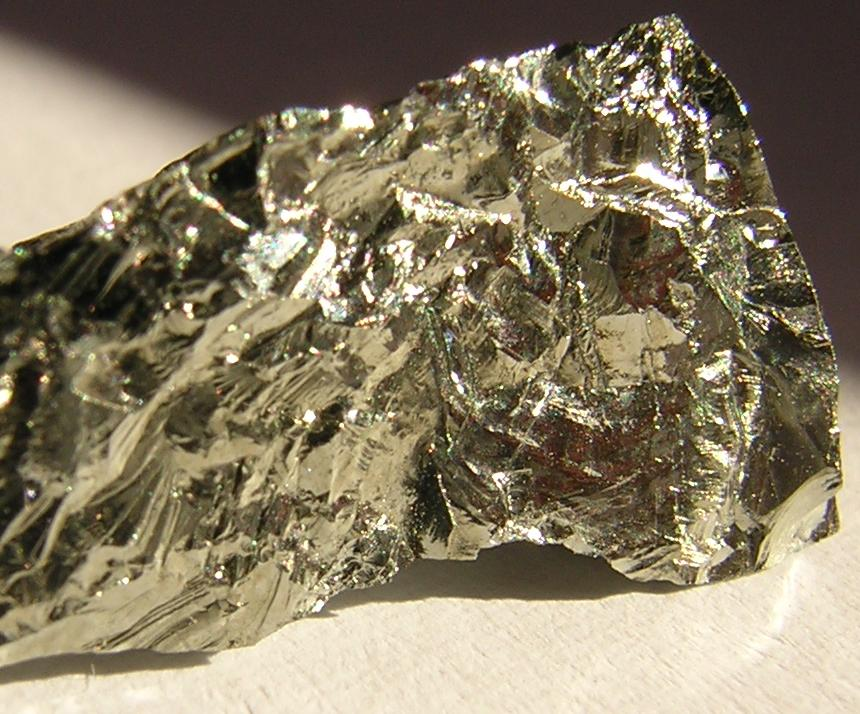
1886: Chimistul german Clemens Winkler a descoperit un alt element chimic, pe care l-a numit germaniu (foto)

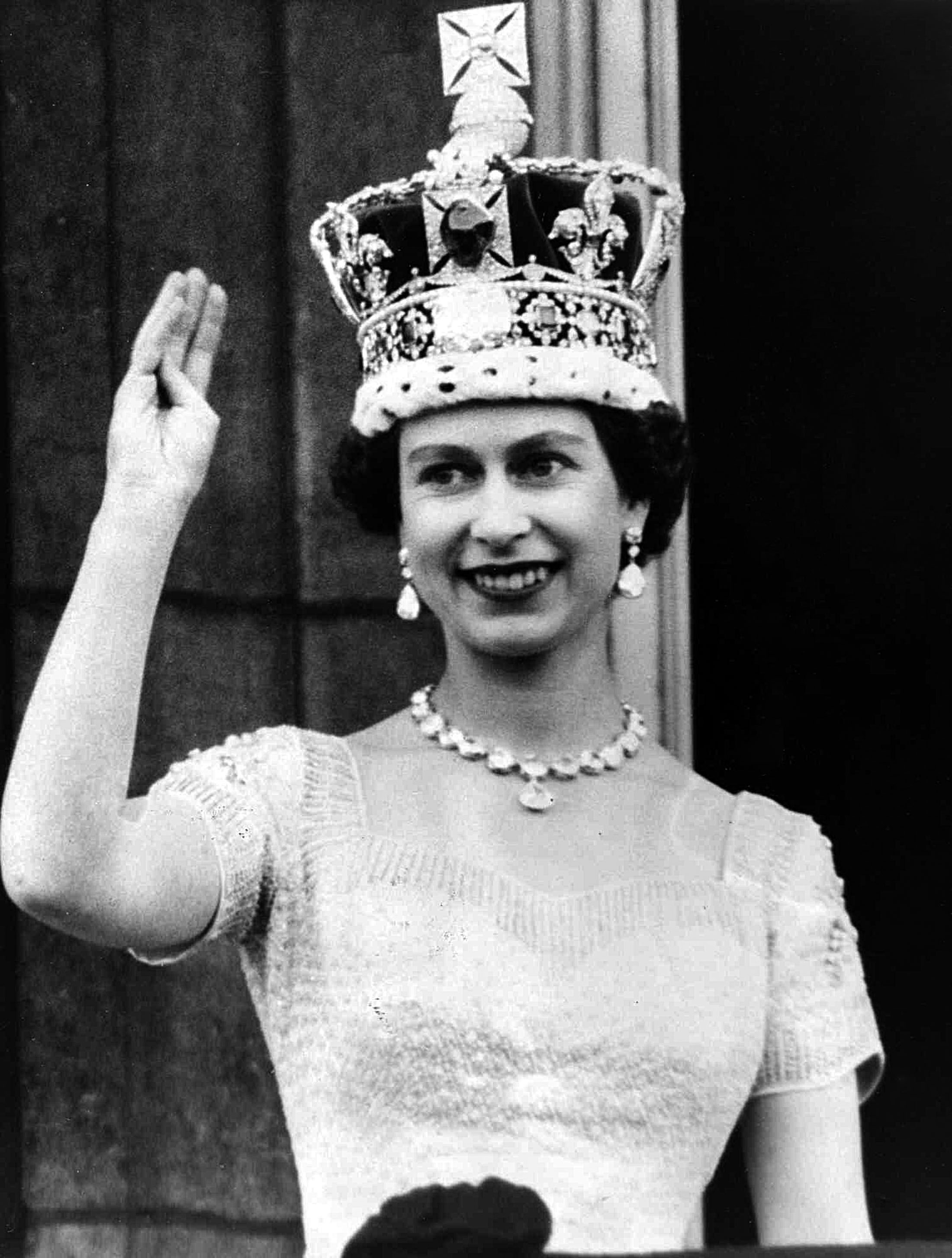
1952: Elisabeta a II-a a fost proclamată Regină a Regatului Unit

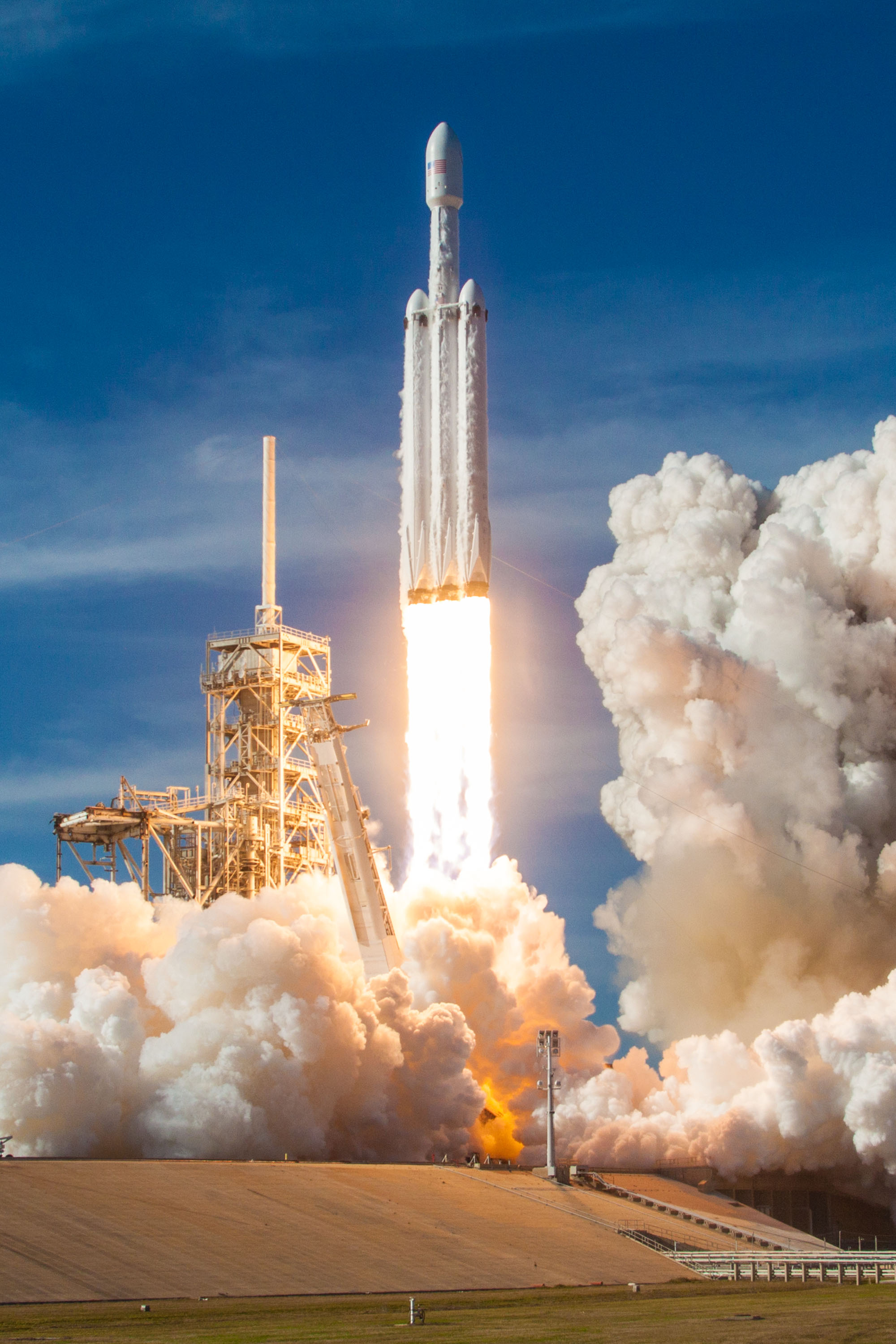
2018: Compania spațială americană SpaceX a lansat cu succes racheta Falcon Heavy, care face parte din clasa lansatoarelor grele.

- 0131: Roșia Montană este atestată documentar (înființată de către romani în timpul domniei lui Traian sub numele de Alburnus Maior)
- 1508: Maximilian I acceptă, cu acordul Papei Julius al II-lea, în Trento de a fi ales ca Împărat Roman.
- 1685: Iacob al II-lea al Angliei devine rege după decesul fratelui său, Carol al II-lea.
- 1696: Apare, în tipografia instalată la mănăstirea Snagov, prima tipăritură : „Orânduiala slujbei Sfinților Constantin și Elena". Cartea, publicată sub îngrijirea lui Antim Ivireanul, era dedicată lui Constantin Brâncoveanu.
- 1822: Nava chinezească Tek Sing (supranumită "Titanicul estului") s-a izbit de un recif lângă Indonezia și s-a scufundat. Aproximativ 1.600 de oameni și-au pierdut viața.
- 1840: Aniversarea semnării Tratatului de la Waitangi dintre băștinași – mauri și coloniștii britanici; Sărbătoarea națională a Noii Zeelande.
- 1857: Apare, la București, ziarul unionist „Concordia", care, în același an, își schimbă denumirea în „Românul" (director C.A. Rosetti).
- 1866: B.P Hașdeu editează, la București, revista săptămânală satirico–umoristică „Satyrul" (apare până la 6 iulie 1866).
- 1885: Spiru Haret este numit secretar general al Ministerului Instrucției și al Cultelor.
- 1886: Chimistul german Clemens Winkler a descoperit un alt element chimic, pe care l-a numit germaniu.
- 1898: A avut loc, la Paris, premiera „Poemei române" compusă de George Enescu. Este prima sa apariție publică în calitate de compozitor (la vârsta de 16 ani)
- 1918: Femeile britanice peste 30 de ani primesc drept de vot.
- 1919: Adunarea Națională rezultată în urma alegerilor din 19 ianuarie 1919 și-a început lucrările în orășelul Weimar, urmând să dea Germaniei o Constituție. După orașul unde s-au desfășurat lucrările adunării, au fost denumite ulterior „Republica de la Weimar" (1919-1933) și constituția după care se va conduce aceasta - „Constituția de la Weimar".
- 1924: Legea persoanelor juridice preciza condițiile care se cereau îndeplinite de o organizație spre a obține calitatea de persoană juridică. Prin această lege, s-a creat cadrul juridic pentru dizolvarea unor organizații politice antinaționale.
- 1945: Decret-lege privind statutul naționalităților, potrivit căruia toți cetățenii sînt egali în fața legii și se bucură de aceleași drepturi civile și politice, fără deosebire de rasă, naționalitate, limbă sau religie. Statutul prevedea pedepsirea prin lege a manifestărilor urii de rasă sau a naționalismului.
- 1948: Echipa feminină a României cucerește locul al treilea la Campionatele Mondiale de tenis de masă desfășurate la Londra.
- 1952: Elisabeta a II-a devine regină a Regatului Unit al Marii Britanii și al Irlandei de Nord după moartea tatălui ei, regele George al VI-lea.
- 1954: Compania Mercedes a introdus în fabricație modelul sport de lux 300 SL
- 1958: Opt fotbaliști ai clubului Manchester United sunt victime ale accidentului aviatic de la München.
- 1966: ,,Jurnalul" Televiziunii se redenumește ,,Telejurnal" și e transmis într-o ediție de seară și una de noapte.
- 1990: La Tribunalul Municipal București se înregistrează cel de-al 27-lea partid politic: Frontul Salvării Naționale, președinte Ion Iliescu.
- 1990: Decret-lege al Consiliului F.S.N. privind majorarea pensiilor și altor drepturi de asigurări sociale ale membrilor C.A.P.
- 1990: Decret-lege al Consiliului F.S.N. privind organizarea și desfășurarea unor activități economice pe baza liberei „inițiative" (întreprinderi mici cu cel mult 20 de salariati, asociații cu scop lucrativ, asociații familiale, activități prestate de persoane fizice în mod independent).
- 1991: Ministerul Român de Externe dă o declarație prin care propunea desființarea, pînă la mijlocul anului 1991, a tuturor structurilor militare ale Tratatului de la Varșovia. Toate statele membre ale pactului ceruseră același lucru. La 1 iulie 1991, la Praga, a fost semnat Protocolul de încetare a valabilității Tratatului de la Varșovia (încheiat la 15 mai 1955).
- 1999: Începe Conferința de la Rambouillet, convocată de Grupul de Contact, în scopul negocierii unui acord interimar care să prevadă o „autonomie substanțială" pentru Kosovo. Ea se încheie prin acceptarea, în linii mari a proiectului de către cele două părți. Belgradul exclude desfășurarea unei forțe internaționale în Kosovo, iar albanezii nu renunță la pretenția lor de a organiza un referendum privind independența provinciei (6 februarie-23 februarie 1999).
- 2001: Expiră mandatul Misiunii Internaționale Civile de Sprijin în Haiti (MICAH)
- 2003: Președintele american, George W. Bush, afirmă că „jocul s-a încheiat pentru Irak, iar Saddam Hussein va fi oprit".
- 2017: Regina Elisabeta a II-a a marcat a 65-a aniversare ca suveran, devenind singurul monarh britanic care celebrează Jubileul de Safir.
- 2018: Compania spațială americană SpaceX a lansat cu succes racheta Falcon Heavy, care face parte din clasa lansatoarelor grele.
- 2022: Regina Elisabeta a II-a a marcat a 70-a aniversare ca suveran, devenind singurul monarh britanic care celebrează Jubileul de Platină.
- 2023: Două cutremure cu magnitudinea Mww 7,8 și 7,5 s-au produs în apropierea graniței dintre Turcia și Siria, cu o intensitate maximă Mercalli de XII (Extremă). Cutremurele au provocat numeroase replici și un număr de 57.658 de morți.[1][2]

## Nașteri
- 1465: Scipione del Ferro, matematician italian (d. 1526)
- 1611: Împăratul Chongzhen, împărat al Chinei (d. 1644)
- 1664: Mustafa al II-lea, sultan otoman (d. 1703)
- 1665: Regina Anna a Marii Britanii (d. 1714)

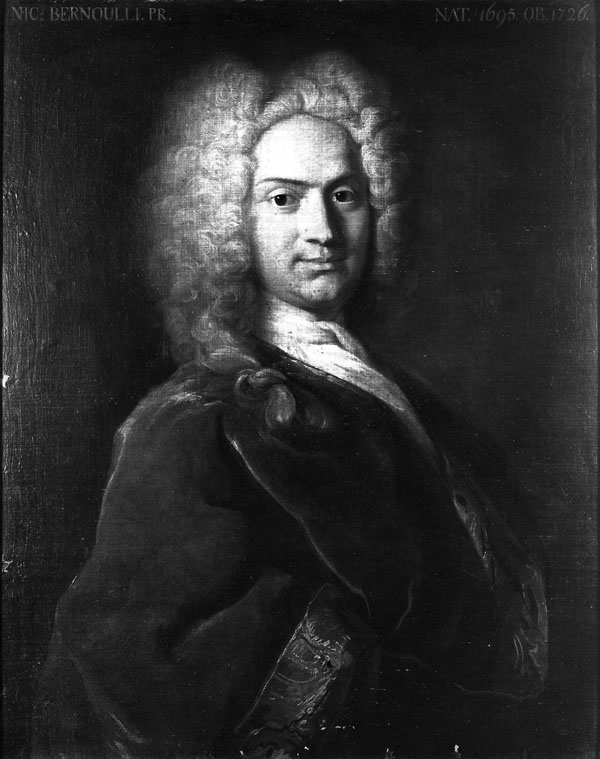
Nicolaus II Bernoulli, matematician elvețian
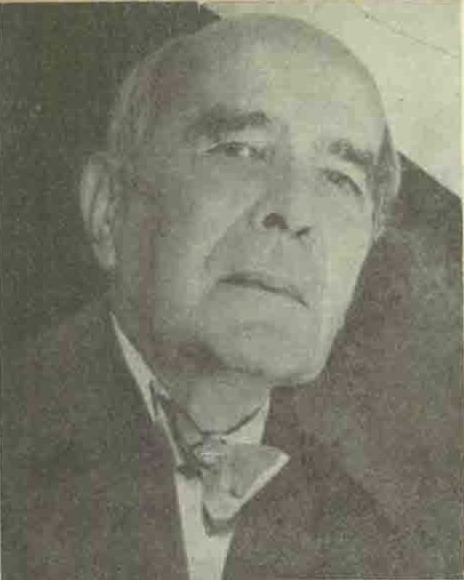
Adrian Maniu, poet și scriitor român
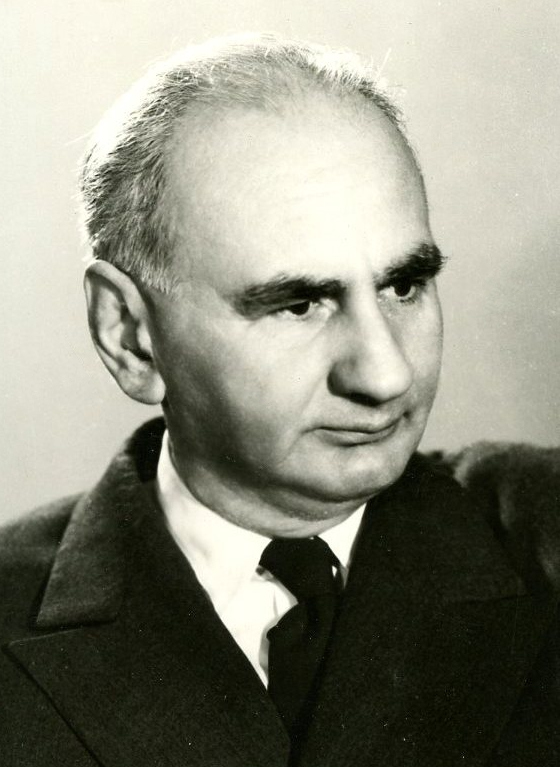
Geo Bogza, scriitor român

- 1695: Nicolaus II Bernoulli, matematician elvețian (d. 1726)
- 1748: Adam Weishaupt, liderul „Iluminatilor" (d. 1830)
- 1770: François-Honoré-Georges Jacob-Desmalter, artist decorativ francez (d. 1841)
- 1854: Thomas, al 2-lea Duce de Genova (d. 1931)
- 1867: Dimitrie Voinov, zoolog, histolog și citolog român, membru al Academiei Române (d. 1951)
- 1881: Ștefan Ionescu, politician și general român
- 1889: Krikor H. Zambaccian, colecționar și critic de artă român de etnie armeană (d. 1962)
- 1891: Adrian Maniu, poet și scriitor român (d. 1968)
- 1895: Mario Camerini, regizor și scenarist italian (d. 1981)
- 1897: Constantin T. Nicolau, medic român, membru corespondent al Academiei Române (d. 1973)
- 1897: Alberto Cavalcanti, regizor brazilian (d. 1982)
- 1899: Ramón Novarro, actor mexican (d. 1968)
- 1908: Geo Bogza, scriitor și ziarist român, membru (1955) al Academiei Române (d. 1993)
- 1911: Ronald Reagan, președinte al Statelor Unite în perioada ianuarie 1981-ianuarie 1989 (d. 2004)
- 1912: Eva Braun, fotografă germană, iubita și mai apoi soția lui Adolf Hitler (d. 1945)
- 1913: Mary Leakey, antropolog britanic (d. 1996)
- 1916: Gabriel Țepelea, istoric literar român, membru al Academiei Române  (d. 2012)
- 1917: Zsa Zsa Gabor, actriță de film de origine maghiară (d. 2016)
- 1921: Dan Constantinescu, poet și traducător român (d. 1997)
- 1927: Alexandru Apolzan, fotbalist român (d. 1982)

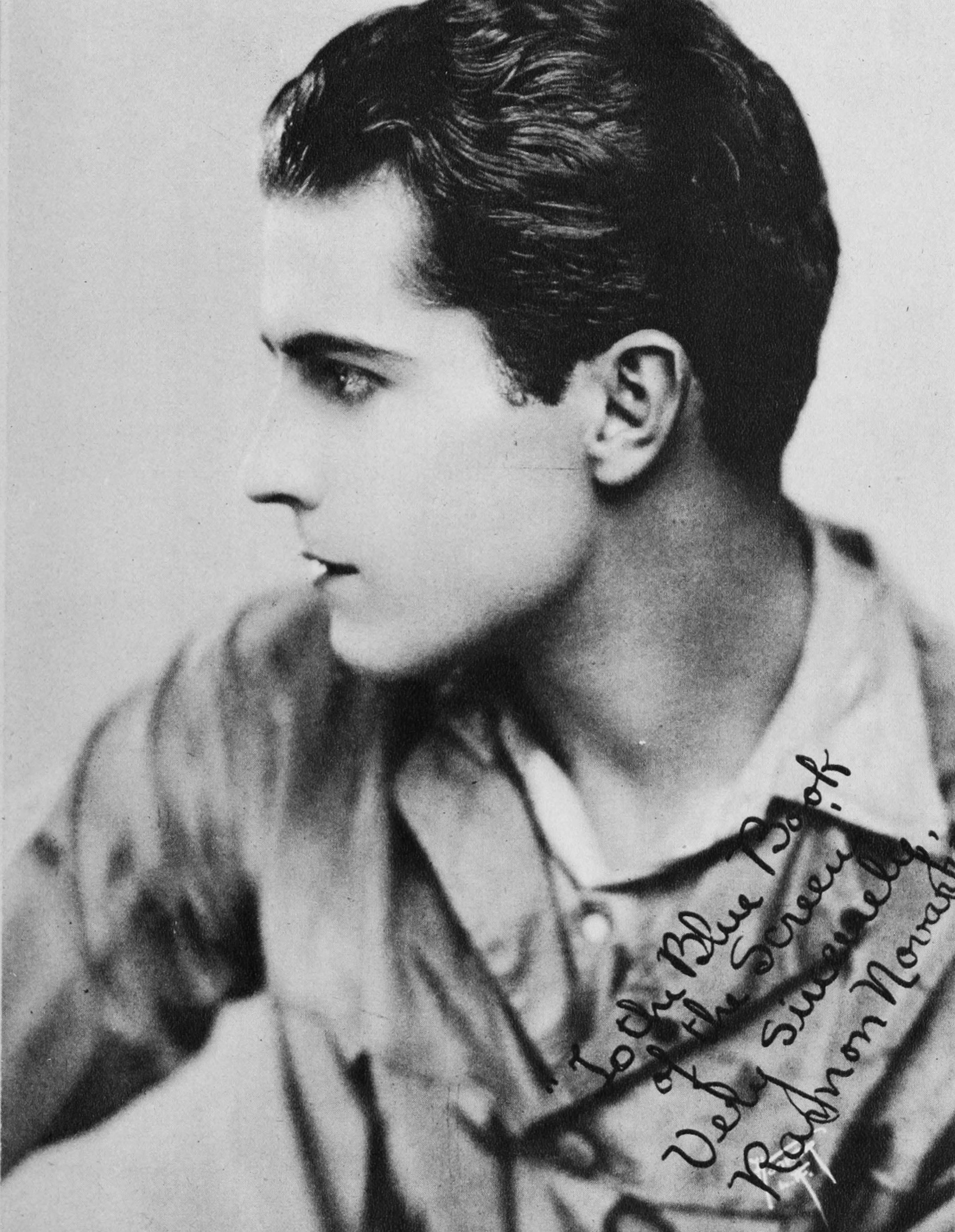
Ramón Novarro, actor mexican
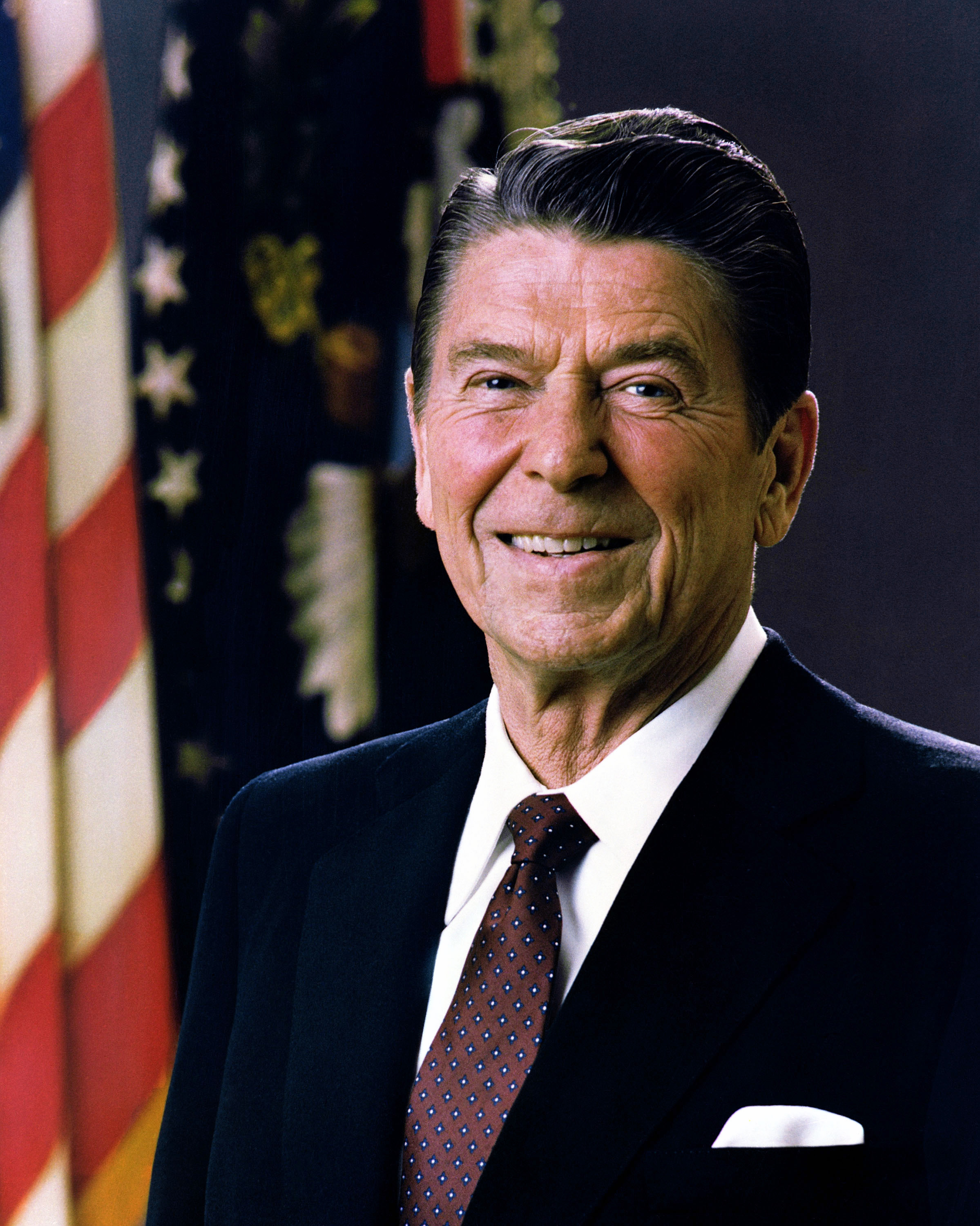
Ronald Reagan, al 40-lea președinte al Statelor Unite
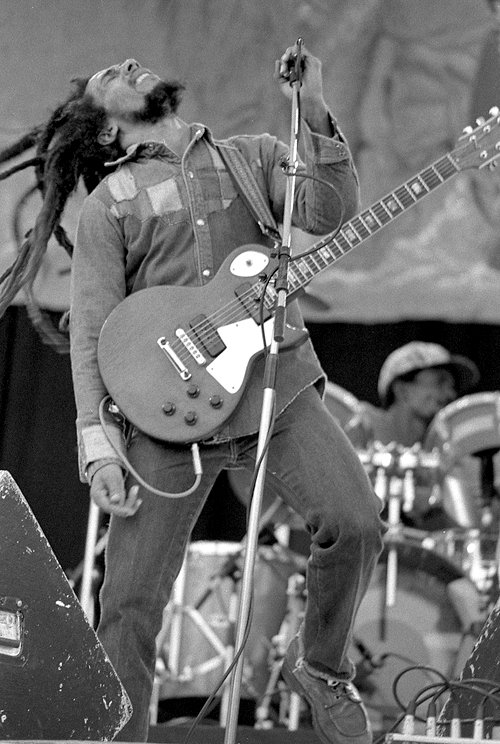
Bob Marley, interpret jamaican de muzică reggae

- 1945: Bob Marley, interpret jamaican de muzică reggae (d. 1981)
- 1947: Viorel Hizo, fotbalist și antrenor român
- 1961: Florence Aubenas, jurnalistă franceză
- 1962: Axl Rose, cântăreț american, vocalistul trupei Guns N' Roses
- 1966: Rick Astley, cântăreț englez, compozitor și muzician de radio
- 1968: Cătălin Crișan, interpret român de muzică ușoară
- 1975: Lavinia Șandru, politician român
- 1977: Andrei Kolesnikov, general-maior rus
- 1978: Sanda Nicola, jurnalist român
- 1979: Dan Bălan, cântăreț român basarabean
- 1986: Oleg Andronic, fotbalist moldovean

## Decese
- 1378: Ioana de Bourbon, soția regelui Carol al V-lea al Franței (n. 1338)
- 1679: Margherita de' Medici, Ducesă consort de Parma și Piacenza  (n. 1612)
- 1685: Regele Carol al II-lea al Angliei (n. 1630)
- 1740: Papa Clement al XII-lea (n. 1652)
- 1793: Carlo Goldoni, dramaturg italian (n. 1707)
- 1899: Leo von Caprivi, cancelar al Germaniei (n. 1831)
- 1899: Prințul Alfred de Saxa-Coburg-Gotha, Prinț de Edinburgh (n. 1874)
- 1916: Rubén Darío (Felix Ruben Garcia Sarmianto), poet nicaraguan  (n. 1867)
- 1918: Gustav Klimt, pictor austriac (n. 1862)

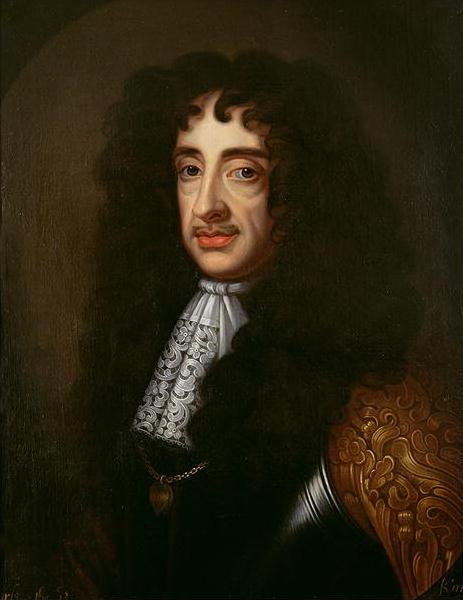
Carol al II-lea al Angliei
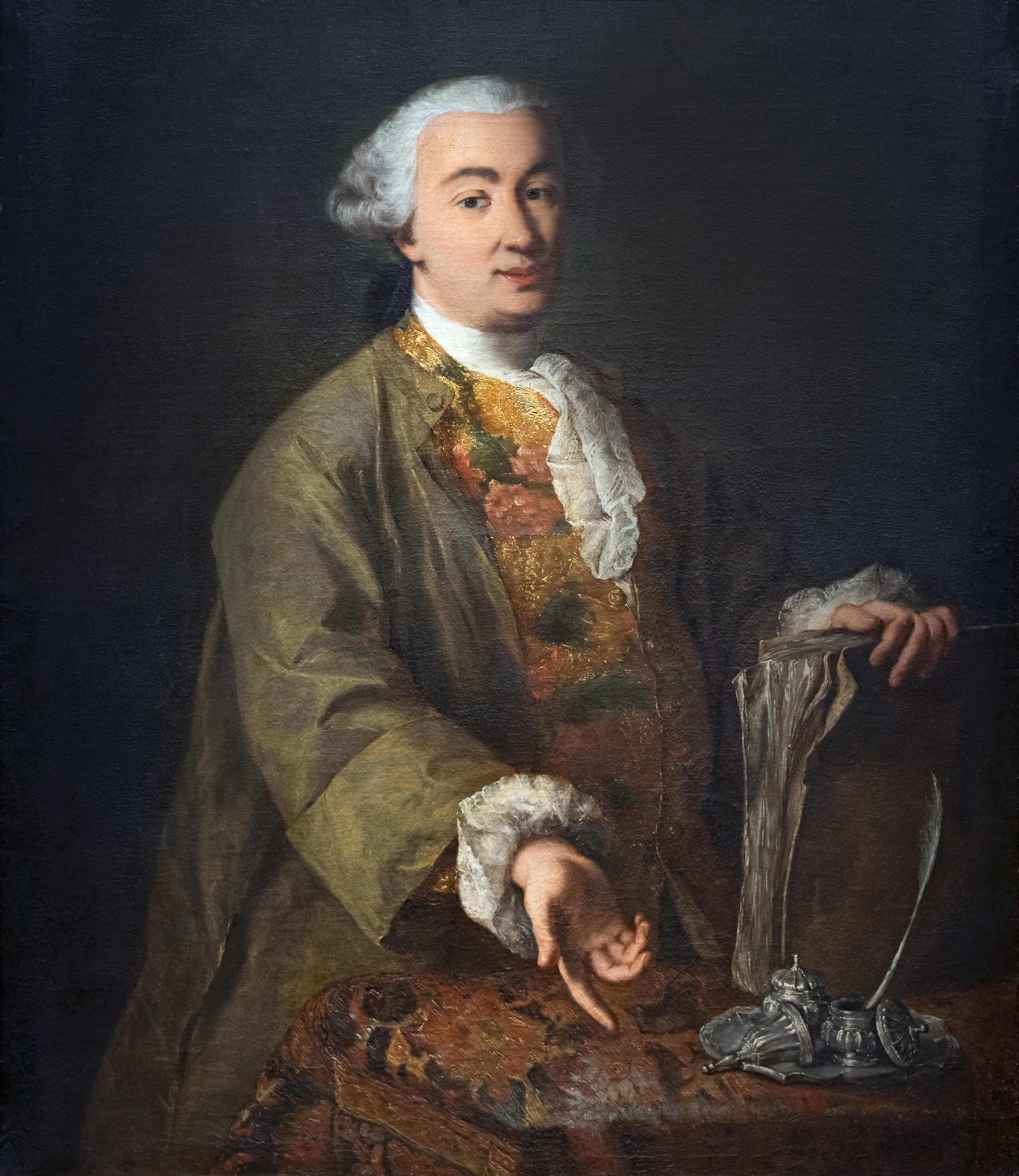
Carlo Goldoni, dramaturg italian
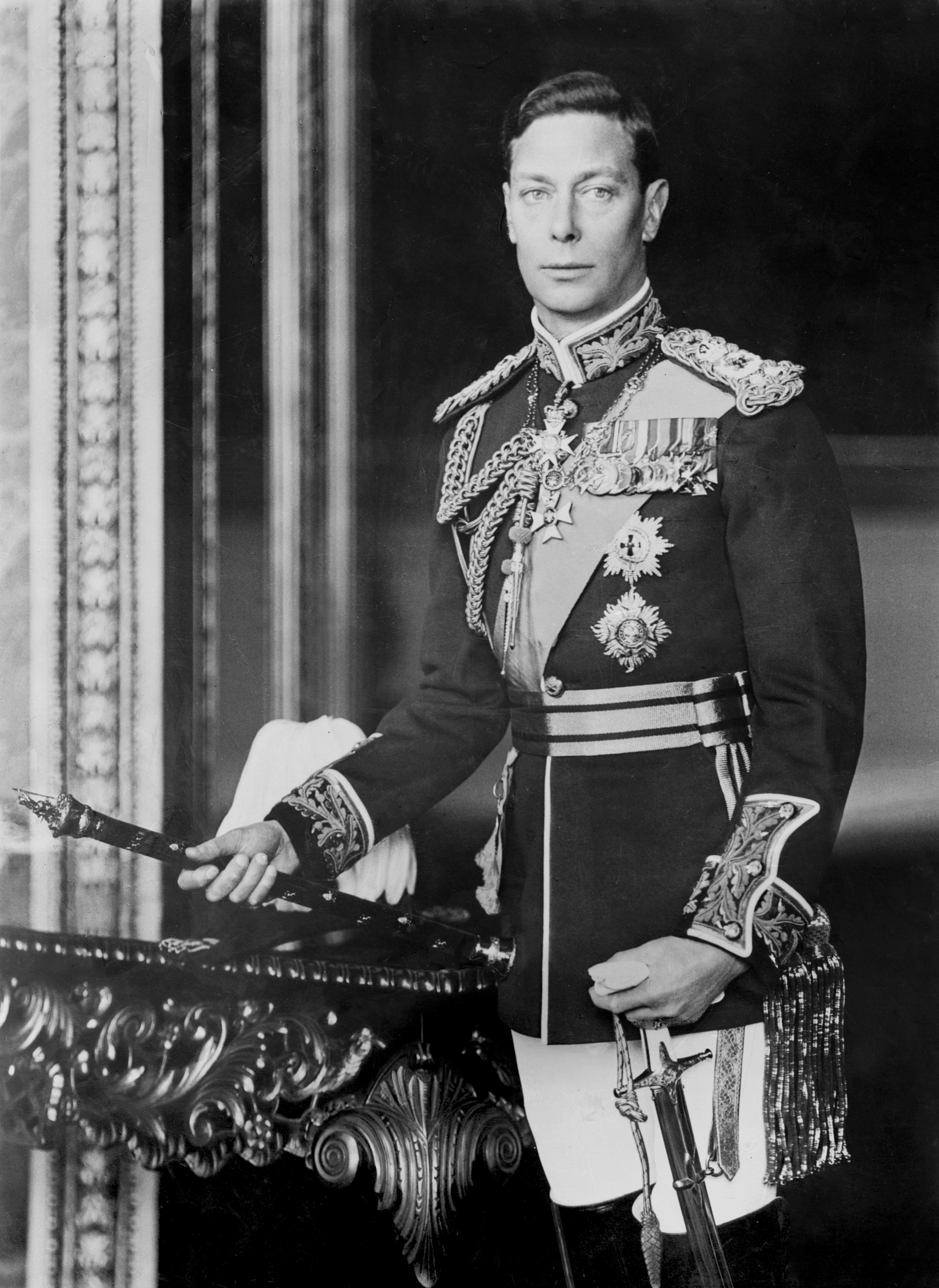
George al VI-lea al Regatului Unit

- 1923: Edward Emerson Barnard, astronom american (n. 1857)
- 1929: Maria Cristina de Austria, a doua soție a regelui Alfonso al XII-lea al Spaniei (n. 1858)
- 1941: Maximilien Luce, pictor francez (n. 1858)
- 1952: Regele George al VI-lea al Regatului Unit (n. 1892)
- 1958: Geoff Bent, fotbalist englez (n. 1932)
- 1981: Frederica de Hanovra, soția regelui Paul I al Greciei (n. 1917)
- 1985: Marisa Mori, pictoriță italiană (n. 1900)
- 1992: Caius Iacob, matematician român, membru al Academiei Române și al Societății Matematice Franceze (n. 1912)
- 1993: George Ciorănescu, poet, traducător, prozator român (n. 1918)
- 1993: Dan Constantinescu, compozitor român (n. 1931)
- 1995: Nicolae Simionescu, biolog român, membru al Academiei Române (n. 1926)
- 1998: Augustin Pop, poet și eseist român (n. 1952)
- 2002: Max Perutz, biolog austriac, laureat Nobel (n. 1914)
- 2005: Lazar Berman, pianist rus (n. 1930)
- 2009: James Whitmore, actor american (n. 1921)
- 2011: Gary Moore, muzician irlandez (Skid Row și Thin Lizzy) (n. 1952)
- 2013: Chokri Belaïd, politician tunisian (n. 1964)
- 2019: Rudi Assauer, fotbalist german (n. 1944)
- 2019: Ion Brad, poet, prozator și dramaturg român (n. 1929)
- 2019: Manfred Eigen, chimist german, laureat Nobel (n. 1927)
- 2019: Rosamunde Pilcher, scriitoare britanică (n. 1924)
- 2021: Zamfir Dumitrescu, pictor român (n. 1946)
- 2022: George Crumb, compozitor american de muzică modernă și de avangardă (n. 1929)
- 2023: George Alboiu, poet român (n. 1944)
- 2024: Seiji Ozawa, dirijor și muzician japonez (n. 1935)
- 2024: Moni Bordeianu,  cântăreț și compozitor român de muzică rock (n. 1948)

## Sărbători
- Noua Zeelandă: Ziua Waitangi, aniversarea semnării Tratatului de la Waitangi dintre băștinașii mauri și colonistii britanici. Sărbătoare națională (1840)
- În calendarul romano-catolic: Ss. Paul Miki și însoțitorii săi, martiri